# 捷克施滕貝克城堡

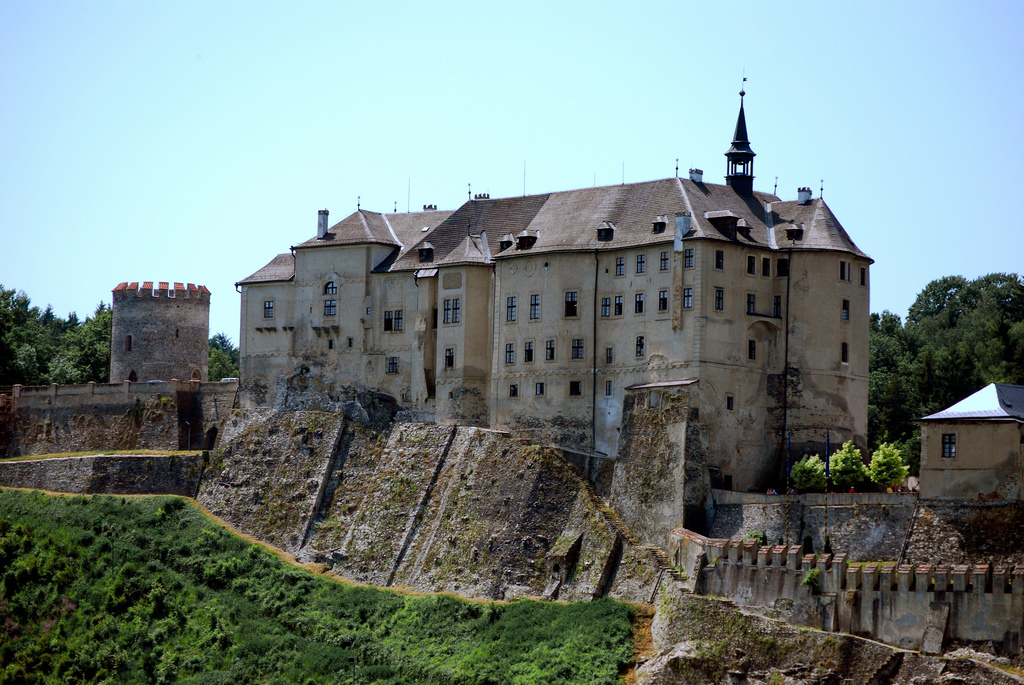

捷克施滕貝克城堡（Hrad Český Šternberk）是位於捷克村鎮捷克施滕貝克的一座城堡，修建於13世紀中期。捷克施滕貝克城堡是一座哥特式建築，被認為是波希米亞哥特式城堡的代表作。

## 外部連結
- Český Šternberk Castle （页面存档备份，存于） - official site